# FROGS
株式会社FROGS（英: FROGS Corp.）は、沖縄県に本社を置く日本の人材育成企業。株式会社レキサスが運営していたRyukyufrogsプロジェクトを分離独立することとなり、株式会社FROGSが新会社として2017年9月27日に設立。日本全国で学生をシリコンバレーに派遣するfrogsプログラムやその他人材育成を行っている。

## 概要
2008年にITfrogsという株式会社レキサスの比屋根隆が発起人となり、NPO法人沖縄知の風理事長の島袋鉄男、株式会社琉球ネットワークサービス代表取締役社長の上原啓司らと開始したプロジェクトが起源である。
2013年琉球フロッグス（Ryukyufrogs）に名称変更し2017年まで協力団体や支援団体を集める形で、レキサスが運営していたが、プロジェクトを分離独立することとなり株式会社FROGSが新会社として2017年9月27日に設立する運びとなった。
会社を設立した代表取締役社長の山崎暁は、2008年に株式会社レキサスに人事責任者として入社した当初からITfrogs運営に携わっており2008年から全ての運営を任されていたため、琉球フロッグス（Ryukyufrogs）に纏わる全ては速やかに移行した。
2021年には、次世代リーダー育成「frogsプログラム」がGOOD DESIGN AWARDを受賞。
沖縄から生まれた人材育成プログラムとしてこれまでのITfrogsやRyukyufrogsのノウハウをフランチャイズパッケージ化して販売を開始し、2022年度は北海道、福島県、茨城県、高知県、沖縄県と全国5拠点で展開している。

## 沿革

### 構想段階と立ち上げ
- 2005年（平成17年） - 2005年と2006年にわたり株式会社レキサスが沖縄総合事務局経済産業部地域経済課により受けた助成「アントレプレナーシップ教育推進事業」を受けて行った「長嶺中プロジェクト」で、4回の授業と職場見学、中学HP作成を行ったことが比屋根隆が発想を得るきっかけとなった。[9][10]
- 2007年（平成19年）10月  - 株式会社レキサスと県内IT企業７社が共同で「沖縄県内の学生をシリコンバレーに派遣するプロジェクト」の記者発表が行われた。[11]Frogsを理由について発起人の比屋根隆は「沖縄は“補助金頼み”の姿勢が染みついた企業や経営者も少なくありません。沖縄の企業や産業がもっと自立するためには、俯瞰的な視点から地域をみたり行動したりできるグローカルな人材が必要。そんな若者を育てたかった」と設立当時の想いを振り返った。[12]

### ITfrogs時代
- 2008年（平成20年）1月  - 株式会社レキサスの代表取締役社長であった比屋根隆がIT frogs（アイティー・フロッグス）に名称変更。[11]
- 2008年（平成20年）2月  - 株式会社レキサスの代表取締役社長であった比屋根隆と、NPO法人沖縄知の風理事長の島袋鉄男、株式会社琉球ネットワークサービス代表取締役社長の上原啓司、沖縄県観光商工部情報産業振興課の玉城恒美がITfrogsキックオフイベントを開催。[11]
- 2008年（平成20年）9月  - 9月1日沖縄からシリコンバレーへと8名の学生が派遣された。出発前の事前研修でNPO法人沖縄知の風理事長の島袋鉄男による激励、産学官連携で沖縄が世界のITの集積地になるという想いなどが発表された。[13]
- 2011年（平成23年）12月 - 民間企業18社が協賛。12月の第3期活動報告会が行われた沖縄IT津梁パーク1Fの大会議室（100人収容）は満員御礼で、マスコミも4社（沖縄タイムス、琉球新報社、日本経済新聞沖縄支局、朝日新聞福岡支社）が記事掲載した。[14]

### Ryukyufrogs時代
- 2013年（平成25年） - ITfrogsからRyukyufrogs（琉球frogs）に名称変更。

### frogsプログラム時代
- 2017年（平成29年）9月 - 株式会社レキサスから分離独立し株式会社FROGSが設立。[5]代表取締役は2008年からずっと一緒にやってきた山崎暁[15]、取締役に伊藤敦史と畑中ひらり、監査役に岡森久倫。[1]
- 2018年（平成30年）4月 - Ryukyufrogs10期生への応募総数77人。最終候補生20人。選抜6人。[5]
- 2021年（令和3年）- 創業メンバーの伊藤敦史が非常勤取締役兼CCOとなり、執行役員に新しく國吉イチが加わった。
- 2021年（令和3年）- 教育・推進・支援手法の分類にて次世代リーダー育成「frogsプログラム」がGOOD DESIGN AWARDを受賞[6][7]
- 2022年（令和4年）- 2022年度は北海道、福島、茨城、高知、沖縄と全国5拠点に展開。[8]

## 全国展開
- 北海道：蝦夷(Ezo)frogs
- 福島県：福島(Fukushima)frogs
- 茨城県：常陸(Hitachi)frogs
- 高知県：竜馬(Ryoma)frogs
- 沖縄：琉球(Ryukyu)frogs

## 助成金事業
- とみぐすく ミライアカデミー

豊見城市の企業版ふるさと納税
を活用した豊見城市地域再生計画基金「豊見城市ワク・ドキこども未来プロジェクト グローバル人財育成事業」として豊見城市が委託。
2022年9月3日から2023年2月25日までの毎週土曜日（全25回）開講される。

## スペシャルサポーター

### 著名人
- 上原仁
- 田口一成
- 永田暁彦
- 山口豪志
- 澤円

### 団体
- 沖縄県[19]
- NPO沖縄知の風[19]
- 在沖米国領事館 2010年-[20]

- TOMODACHIイニシアチブ 2013年-2015年[21][22][23][24]

- 一般財団法人りゅうぎん国際化振興財団[25][26]